# Vareš
Vareš je općina u Bosni i Hercegovini.

## Zemljopis
Vareš je bosanski brdski gradić na nadmorskoj visini od 829 metara koji se smjestio u kotlini rijeke Stavnje, u njenom gornjem toku, na području planine Zvijezde, 45 km od Sarajeva i 60 km istočno od Zenice.
Vareš je 45 km udaljen od Sarajeva, preko Ilijaša i Breze, okružen planinama i strmim brdima, na kraju svih putova.
Nad kotlinom Stavnje izdižu se s obje strane visoka, strma brda. Takav oblik tla nepogodan je da se na njemu razvije veće naselje, jer se ono ovdje može širiti samo po dužini, u pravcu sjever-jug. 
Vareš je tako vrlo rijedak primjer većega naselja, koje se – silom prilika, zbog kotline – pružilo poput vrpce na dužini od pet kilometara, u usjek.
Potok Ruda nekad se zvao Varešac, što je zabilježeno na svim starim zemljovidima i tapijama. Prvo naselje na području Vareša bilo je starorimsko naselje u selu Potocima. S obzirom na starost naselja, moglo bi se reći sa sigurnošću da je ime Vareš dolazi od latinske riječi „Valens“, što znači obitavalište, a da je rječica Stavnja dobila svoje ime od riječi „Stanceli“ što znači stanica. Vareš se kao veće naselje preselio od starorimske lokacije i proširio na brdo Oglavić, a to je današnja Kota. Zbog potreba za vodom spustio se ka rječici Stavnji.

## Stanovništvo

### Popis Hrvata katolika u Varešu 1743.
Popis Hrvata katolika u Varešu 1743.:
- broj sela: 16
- broj kuća: 168
- odrasli: 728
- djeca: 387
- ukupno stanovnika: 1115[5]

### Popisi 1971. – 1991.
| Stanovništvo općine Vareš |                |                  |                  |
| godina popisa             | 1991.          | 1981.            | 1971.            |
| Hrvati                    | 9016 (40,60 %) | 10.287 (45,07 %) | 11.134 (47,33 %) |
| Muslimani                 | 6714 (30,23 %) | 6419 (28,12 %)   | 6631 (28,18 %)   |
| Srbi                      | 3644 (16,41 %) | 4241 (18,58 %)   | 5166 (21,96 %)   |
| Jugoslaveni               | 2071 (9,32 %)  | 1563 (6,84 %)    | 307 (1,30 %)     |
| ostali i nepoznato        | 758 (3,41 %)   | 312 (1,36 %)     | 285 (1,21 %)     |
| ukupno                    | 22.203         | 22.822           | 23.523           |

#### Vareš (naseljeno mjesto), nacionalni sastav
| Vareš              |                |                |                |
| godina popisa      | 1991.          | 1981.          | 1971.          |
| Hrvati             | 3035 (51,54 %) | 4334 (51,44 %) | 4507 (54,69 %) |
| Muslimani          | 1068 (18,13 %) | 1212 (14,38 %) | 1550 (18,81 %) |
| Srbi               | 627 (10,64 %)  | 1405 (16,67 %) | 1722 (20,89 %) |
| Jugoslaveni        | 859 (14,58 %)  | 1299 (15,42 %) | 251 (3,04 %)   |
| ostali i nepoznato | 299 (5,07 %)   | 174 (2,06 %)   | 210 (2,54 %)   |
| ukupno             | 5888           | 8424           | 8240           |

### Popis 2013.
| Stanovništvo općine Vareš |                |
| godina popisa             | 2013.          |
| Bošnjaci                  | 5447 (61,26 %) |
| Hrvati                    | 2820 (31,71 %) |
| Srbi                      | 189 (2,13 %)   |
| ostali i nepoznato        | 436 (4,90 %)   |
| ukupno                    | 8892           |

| Vareš – naseljeno mjesto |                |
| godina popisa            | 2013.          |
| Bošnjaci                 | 1339 (45,90 %) |
| Hrvati                   | 1254 (42,99 %) |
| Srbi                     | 71 (2,43 %)    |
| ostali i nepoznato       | 253 (8,67 %)   |
| ukupno                   | 2917           |

## Naseljena mjesta
Općinu Vareš sačinjavaju sljedeća naseljena mjesta:
Bijelo Borje, 
Blaža,
Borovičke Njive, 
Brda, 
Brezik, 
Brgule, 
Budoželje, 
Čamovine, 
Ćeće, 
Dabravine, 
Daštansko, 
Debela Međa, 
Diknjići, 
Donja Borovica, 
Donja Vijaka, 
Donje Očevlje, 
Dragovići, 
Draževići, 
Duboštica, 
Gornja Borovica, 
Gornja Vijaka, 
Hodžići, 
Ivančevo, 
Javornik, 
Kadarići, 
Karići, 
Kokoščići, 
Kolonija Pržići, 
Kolovići, 
Kopališta, 
Kopijari, 
Krčevine, 
Kunosići, 
Letevci, 
Ligatići, 
Luke, 
Ljepovići, 
Mijakovići, 
Mir, 
Mižnovići, 
Mlakve, 
Naseoci, 
Neprivaj, 
Oćevija,
Okruglica, 
Orah, 
Osoje, 
Osredak, 
Ostrlja, 
Pajtov Han, 
Pajtovići, 
Planinica, 
Pobilje, 
Podjavor, 
Pogar, 
Položac, 
Poljanice, 
Pomenići, 
Pržići, 
Radonjići, 
Radoševići, 
Ravne, 
Rokoč, 
Samari, 
Semizova Ponikva, 
Seoci, 
Sjenokos, 
Slavin, 
Sršljenci, 
Strica, 
Striježevo, 
Stupni Do, 
Šikulje, 
Tisovci, 
Toljenak, 
Tribija, 
Vareš, 
Vareš Majdan, 
Višnjići, 
Zabrezje, 
Zaruđe, 
Zubeta, 
Zvijezda, 
Žalja i 
Žižci.
Na popisima 1971. i 1981. godine naseljena mjesta Vareš i Vareš Majdan činila su jedinstveno naseljeno mjesto Vareš. Na istim popisima, postojala su i naseljena mjesta: Podzaruđe, Potoci i Vranjkovci. Ova naselja su na popisu 1991. godine ukinuta i pripojena drugim naseljenim mjestima.

## Povijest
Područje Vareša nalazilo se tijekom srednjega vijeka u bosanskoj županiji Vidogošći, dok je naselje nastalo krajem 15. stoljeća.
U 16. stoljeću dolazi pod Turke, a 1878. pod Austro-Ugarsku. 1918. postaje dio države Slovenaca, Hrvata i Srba, zatim kraljevine Jugoslavije (Vrbaska banovina), pa SFRJ (SRBiH).
Golemo rudno bogatstvo se krije ispod površine vareških brda, pa postoje tragovi da se tu kopala željezna ruda i talilo željezo još u antičko vrijeme. 
Već su Rimljani ovdje iskorištavali rudu, iako je o tome sačuvano malo tragova, npr. Ploča s natpisom villicus procurator i rudarska svjetiljka.
Izvjesno je da je naselje, rudnik i obrtna prerada željeza postojala od najstarijih vremena. Impozantno željezno rudište namjestilo se prirodno kao brana u dolini rijeke Stavnje. Erozijom je rijeka otkrila, presijecala i rastavila na dva dijela, Droskovac i Smreku. Stanovnicima i prolaznicima nikako to nije moglo promaći. Okolica je bila sa svim prirodnim preduvjetima za razvitak željeznog obrta: bogata rudišta, dobra željezna rudača, drveni ugljen iz bogatih šuma, stalnu i obilnu vodenu snagu u Stavnji i pritokama.
Hrvati iz Dubrovnika su u 13. stoljeću došli na područje Vareša, otkrili sve ove rude, otvorili rudnike, naselili se ovdje te pokrenuli proizvodnju i trgovinu, na čemu su mnogo zaradili. Dubrovačka Republika donijela je prosperitet vareškom kraju. Bila je vlasnik nekoliko rudnika u Varešu, te u obližnjem Olovu i Ilijašu. Izgradila je novi grad, odavno već razrušen Stari Grad Dubrovnik ili Dobovnik, koji je desetak kilometara od Vareša. Od tih vremena datira stoljetna snažna povezanost Dubrovnika i Vareša. Mnoštvo današnjih Dubrovčana vuče podrijetlo iz Vareša, a u Varešu su i danas nazočna hrvatska prezimena iz Dubrovnika i običaji. Zbog posla i dobre zarade kroz stoljeća doselili su se i Sasi iz Njemačke, pa i Mađari, Česi, Slovenci i brojni drugi narodi, čija prezimena među Varešacima nalazimo i danas.
U srednjem vijeku spominju se poimence neka vareška sela, središta rudarske djelatnosti, npr. Duboštica (1393.), pa se računa da se ovdje kopala i prerađivala i željezna i druge rude za bosanskih banova (Kulina i, osobito, Stjepana II. Kotromanića) i za kasnijih kraljeva. Vareško selo Dubošticu kralj Tvrko je smatrao riznicom svoga kraljevstva jer je bilo središte rudarstva toga kraja. Prostor današnjeg Vareša u srednjem vijeku nalazio se na području srednjovjekovne županije Vidogošće. Razumno je pretpostaviti da su dinastičke, staleške, međuplemićke borbe i trvenja prouzročile privremeno zamiranje obrta, jer u takvim nesređenim unutarnjih prilikama i nemirima nije moguće normalno obavljati gospodarske djelatnosti.
Osmansko zaposjedanje, ma koliko bilo okrutno po domaće, osobito katolike, značilo je stabilizaciju prilika i mogućnost normalna obavljanja posla. Gradić je oživio i srazmjerno napredovao. Za turske uprave rudarstvom i kovačijom bave se isključivo katolici, Hrvati. Bavili su se kopanjem i topljenjem rude, izrađivanjem željezne robe. Muslimani i pravoslavci u Varešu bavili su se trgovinom. Bilo je i drugih obrta, nazočnih i drugdje: birtaša, kahvedžija, pekara, brijača i dr. Sasi su bili među rudarim i kovačima, barem u prvom razdoblju. Ostali su neki izrazi koji su se upotrebljavali u rudarskoj i kovačkoj
terminologiji, dok se ondje radilo starinski. U Vareš su se doselili i saski rudari, a o tome svjedoče i stari nazivi kao Saški potok i još jedan toponim. Bilo je u Varešu i muslimana i pravoslavaca, ali su uvijek bili dominantni Hrvati, katolici. U Varešu je najstarija katolička crkva u Bosni Hercegovini, Sv. Mihovila Arkanđela, a građena je na temeljima one iz doba srednjovjekovne Bosne. Vareški župni ured posjeduje i danas jedne od najstarijih matica u Bosni i Hercegovini (prva potječe iz 1643. godine) a pisane su i bosančicom, latinskim i hrvatskim jezikom. Osobitost crkve je da je većinom ispod zemlje, otprilike do pola. Razlog je što Osmanlije nisu dopuštali da crkva smije biti viša od džamije. Zvonik je naknadno podignut, ali nije smio imati zvono, jer osmanski gospodari nisu to dopuštali. Tako su katolicima dopustili crkvu-štalu.
U osmanskom vremenu ispočetka je bio u sastavu Sarajevskoga kadiluka i njegove nahije Bobovac, od 1469. godine, zatim od 1470. nahije Dubrovnik. Za mandata bosanskog upravitelja sandžak-bega Jakuba-paše Haduma (1489. – 1493.) imamo zabilježenu eksploataciju rudnih bogatstava u vareškoj okolici. Naselje Vareš nastao je najkasnije koncem 15. stoljeća. Sam Vareš, pod tim imenom i na sadašnjem mjestu, spominje se kao naselje početkom 16. stoljeća, što ne znači da on nije postojao i ranije. Prije 1516. postao je dio nahije Visoko. U 16. stoljeću (1516.), kako to bilježi turski defter toga vremena, Vareš je imao 150 kuća, od čega je bilo 147 kršćanskih, dvije muslimanske i jedna koja je pripadala nekom muslimanu samcu.
Turska vlast je mnogo držala do vareškog kraja jer su obrtnici radili vrlo dobro i nadaleko su bili poznati njihovi proizvodi. Na važnosti je osobito dobio kad je postao središte proizvodnje specijalnoga oružja i opreme u osmanskoj Bosni. Zbog toga se ubrzanije razvijao i zbog toga je postao sjedištem vlastite nahije, nahije Vareš, negdje najkasnije potkraj 17. stoljeća.
S dolaskom Austro-Ugarske u Bosnu, Vareš doživljava preporod u gospodarskom pogledu. Postao je jedno od jačih rudarskih središta BiH. Vareški majdani bili su preteče vareške željezare. Austro-Ugarska iskorištava rudu na industrijski način, gradi dvije visoke peći i od tada počinje ekonomski uspon Vareša. Prva je visoka peć sagrađena 1891. godine. Dotad je Vareš bio središte gvozdenog obrta u BiH. Do 1894. godine župljani Vareša pokapali su se kod stare crkve. Od 1894. godine pokapani su na lokaciji Rude, na taložniku Separacije. Otad su se tu pokapali pokojnici iz Vareša, Majdana i Potoka. Lokacija je nazvana po rudi sitnog granulata u površinskom sloju. Na tom je groblju podignuta poslije kapela, djelo Ivana Meštrovića i Jože Plečnika. Za potrebe prometna povezivanja željezare postavljena je 7. studenoga 1895. uskotračna željeznička pruga Podlugovi – Vareš kojom je povezan sa svijetom preko nešto ranije postavljenom željezničkom prugom Bosanski Brod – Sarajevo.
Uz staru crkvu je nova, velebna župna crkva sv. Mihovila, koja je početkom 20. stoljeća dobila svoj današnji izgled. 
I u prvoj Jugoslaviji Vareš je bio jedno od jačih rudarskih središta BiH. Tad je bio u sastavu Sarajevske oblasti (1922. – 29.), zatim u sklopu Drinske banovine (1929. – 41.) bio je sjedište Ispostave visočkoga kotara. Zbog industrijskih pogona i rudnika mnogo se ljudi iz drugih krajeva doselilo u Vareš. Većinom su se nastanili u Vareš Majdanu. Radništvo se vezalo za komunističke i proleterske ideje što je ostalo i nakon pada komunizma, zbog čega i danas velik udio Varešana i hrvatske i bošnjačke nacionalnosti glasuje za SDP. Stari tj. gornji Vareš je naselje starosjedioca. Oni su se vezali uz Katoličku crkvu i nije ih zatrovao komunistički internacionalizam te su izrazito hrvatski orijentirani.

### Drugi svjetski rat na području Vareša
U Drugome svjetskom ratu je u NDH, u sastavu velike župe Lašva-Glaž (1941. – 45.). U drugom svjetskom ratu i poraću hrvatska sela vareškog kraja iz drugog svjetskog rata pretrpjela su stravičan jugopartizanski teror. Kroz Vareš i okolicu prošle su mnoge vojske. Muslimani su početkom 1942. godine u selima oko Vareša sačinili pokolj nad nedužnim pravoslavnim življem. U selima Žižci, Brgule i Šikulje pobili su oko 320 ljudi. Preživjelo je 20 svjedokinja. Iz Crne legije iz Sarajeva došla je jedna bojna istražiti situaciju. Zapovjednik bojnik Jure Francetić pitao je preživjele žene je li možda znaju tko su počinitelji, jer da će ih on kazniti. Rekle su da su čuli da se koljači dozivaju katoličkim imenima. Istražujući okolnosti pokolja, zapovjednik Jure Francetić zapovijedio je pregled ne bi li naišli na preživjelog. Našli su živog dječaka, kojeg je Jure Francetić usvojio. Poslije se ustanovilo da su pokolj počinili Muslimani iz okolnih sela, ali to se prekasno saznalo. Dogodine su se pravoslavni osvetili za pokolj, ubivši u obližnjemu hrvatskome katoličkom selu Mir sve muškarce i žene starije od četrnaest godina. Kad su partizani konačno preuzeli vlast ovdje, zavladala je višegodišnja strahovlada.
Stjepan Klicić, Josip Ćupka, Avgust Vojčuh, Ante Filipović i drugi bili su skupina naprednih radnika u Varešu i 1940. godine oformljena je i partijska organizacija u Varešu, "mjesni komitet", a Ante Filipović bio je delegat na okružnoj partijskoj konferenciji u Sarajevu. Snažna aktivnost KPJ neposredno uoči rata na mobilizaciji i pripremi države na otpor okupatoru i na učvršćivanju jedinstva naroda nije imala velike razmjere u Varešu. Partija je prozivala varešku organizaciju da nije bila smiona, nesposobna, nedorasla zadaćama, neodlučna i da je morala više učiniti. Vareški komite nijeprihvatio teroristički obrazac djelovanja KPJ i odbio je primiti zadaću koju im je u ime Pokrajinskog komiteta KPJ za BiH u dva maha prenio Slavko Engel. Organizacija KPJ sporo se širila i tek tri dana uoči napada Trećeg Reicha na SSSR, održala je sastanak u šumi poviše Krama, između Vareš i Vareš Majdana, na 18. lipnja 1941. Nazočili su članovi Partije: Ante Filipović, Avgust Vojčuh, Josip Ćupka i Ivo Klicić. Zahvaljujući izravnoj vezi i utjecaju skojevske organizacije Sarajeva, u Varešu i Vareš Majdanu se formirala za one prilike brojna skojevska organizacija. Na sam dan napada Njemačke na SSSR, organiziran je skojevski izlet na Planini, poviše Vareša. Između ostalih, na izletu su bili Salko Muminović, Katarina Jurić, Rafo Zlović i dr. Svi napori KPJ svodili su se na to da se pripremi koordiniran napad izvana i iznutra na Vareš i da se mobilizira što veći broj ljudi za aktivnu oružanu borbu. Okružni komitet je bio upoznat da postoji izvjesno kolebanje i nedostatak revolucionarne spremnosti edinaca u partijskoj organizaciji u Varešu. Krajem Veljače 1942. to se potvrdilo kad je stigao kategorični zahtjev i direktiva Okružnog komiteta da se sve snage uključe u aktivnu borbu u odred Zvijezda, a da se u Varešu ostavi samo mala ilegalna grupa. Tad je na sastanku partijske organizacije mjesna partijska organizacija upoznata s direktivom Okružnog komiteta i nalogom za odlazak u borbu. Većina članova partijske organizacije nije prihvatila tu odluku. Inicijativu su uzeli u svoje ruke skojevci i neki pojedinci iz partijske organizacije. Pripremivši se, probili su se kroz njemačka osiguranja u okolici Vareša i 18. ožujka 1942. godine preko mećavom zametenog Peruna izbili na Okruglicu u štab odreda i sjedište Okružnog komiteta. Sa sobom je skupina ponijela među ostalim stvarima i veliku svilenu zastavu, na kojoj su omladinke Vareša, spremajući se za ulazak partizana u Vareš, izvezle srp i čekić i natpis: »Proleteri svih zemalja ujedinite se«. Ista zastava nošena je u komori 1. bataljona 6. istočno-bosanske proleterske brigade i postavljena u proljeće 1942. godine na vrhu Konjuh planine. Ta je zastava nadahnula partizana Miloša Popovića napisati za poznatu pjesmu Konjuh planinom.

### Vareš u SFRJ
Dio građana Vareša i danas jugoslavenski dan oslobođenja Vareša 4. travnja 1945. isto tako dobar dio Varešana smatraju svojim. Mnogi su narodni heroji iz Vareša i to Rešad Saletović, Sabaheta Saletović, Ambroz Slugić, Branko Jelić, Josip Čupka, Alojz Mirčić, Danica Pavlić, Salko Čajić, Fadil Karamehić, te Akif Saletović, Džafer Saletović, Katarina Jurić, Rafo Zlović, Salko Islamović, Safet Parić, Alojz Andrijević.
Strijeljanja civila i zarobljenika bilo je sve do 1947. godine. U drugoj Jugoslaviji Vareš je dio BiH. Otvaranje rudnika i širenje za posljedicu je imalo pokapanje pokojnika na drugim lokacijama. Groblje Ruda 1954. prestaje biti mjestom pokapanja. Varešani se otad pokapaju na groblju Stogiću, Majdančani u Prnjavoru, a Potočani na Kalvariju (Kicelj). Rudnik se opet širio na toj lokaciji pa su Potočani bili prisiljeni premjestiti mjesto pokopa. Dio je prenesen u Stogić i manji dio u Vranjkovce. Na Stogić je prenesena kapela s Rude koja je tad izgubila na izgledu pa je popravljeno novom kapelom, čiji su patron Svi Sveti. Groblje na Stogiću danas je popunjeno preko mjere, a zbog sve većeg očekivanog broja pokopa, kao i činjenice da se groblje nalazi na nepovoljnoj lokaciji, strmoj padini s podzemnim vodama, razmatra se nove grobaljske lokacije.
Jugoslavenska vlada odredila je sudbinu Vareša i Varešana poslijeratnom vremenu. Odredila je da bude opskrbljivač željeznom rudom gotovo svih željezara u Jugoslaviji, što je bilo novo poglavlje u povijesnom razvoju Vareša. Podignute su škole, stvorene udruge građana, kojih je bilo preko 50. Razvila se kultura i stvorio intelektualni potencijal. Općina je imala svoj list. "Naš kolektiv", pa poslije "Kolektiv". Duga je tradicija pisaca i pisane riječi u Varešu, Od Divkovića 1611. preko Filipa Lastrića, dvojice Barišića, Martina Brguljanina, Grge Ilijića Varešanina, Filipa Grgića, Nediljka Dugonjića Vrhovčića, Petra Pejčinovića, Bernardina Matića i dr.
Ali, isto tako u Jugoslaviji je grad stekao stigmu ustaškog legla i Tito ga prema službenim dokumentima nikad nije posjetio. Neslužbeno je Tito jedan put došao u Vareš. Planiran atentat na njega kad je planirao posjetiti željezaru. Organizator je bio Zlović i skupina iz njegove četvrti. Planeri su se pripremali postaviti bombu kod željezare koja bi eksplodirala kad bude prolazio. Neki je svećenik to dojavio miliciji i atentat je spriječen. Već postojeći animozitet prema Varešu pojačan je ovime. Nakon što je urota otkrivena, organizator je pobjegao u Legiju stranaca. Ostali urotnici svaki su put preventivno uhićivani kad je Tito ulazio u Bosnu. Druga Jugoslavija kaznila je Vareš prometnom izolacijom, tako da je grad i danas prometno slijepo crijevo. Povezan je slabo održavanom prometnicom nižih standarda. Zatim su Hrvati kažnjeni. Poslije rata općine su prekrojene tako da je od Vareša odvojeno par katoličkih sela i pripojeno općinama Kakanj i Olovo. Neka muslimanska sela općine Breza pripojena su Varešu.
Nakon drugoga svjetskog rata gospodarski uzlet Vareša oslanjao se na prirodna bogatstva vareških brda, na oko 200 milijuna tona željezne rude koliko je po procjenama. Vareška željezara izgradila je Zenicu. Do pred rat 1990. godine je bilo malo manje od šest tisuća katolika u Varešu, većina zaposlenih i solidna životnog standarda. U više od 15 vareških pogona i tvornica, rudnici željeza, olova, cinka, kroma, barita, aluminija – željezara, prerada drveta, šumarstvo, Vranica i dr. zapošljavali su blizu 5500 radnika. Smatra se da je uz Ljubiju rudnik Vareš (izgrađen 1958.) bio gospodarski najjači rudnik u bivšoj Jugoslaviji.

### Rat u BiH i Vareš
Izbijanjem rata agresije na BiH Hrvati su se brzo organizirali u obrani grada i svojih sela. Vareš je teško stradao u Domovinskom ratu u BiH. Može se s velikom sigurnošću reći da bi se Hrvati Vareša obranili da se nije umiješala prljava politika i krijumčarenje. Bošnjačka agresija na Hrvate Srednje Bosne ovdje se osjetila svom silinom. Vareš je branio HVO. U Vareš su se slile kakanjske izbjeglice koje su protjerale muslimanske snage. Uskoro je uslijedio napad na okruženu varešku enklavu. Rezultat je bio veliki egzodusa Hrvata s ovoga područja.
Premda je bio okružen velikim muslimanskim snagama, krivnju za poraz snosi hrvatska snaga zbog nerazvijene svijesti, slabe budnosti, lošeg promišljanja, rasuđivanja, procjena i predviđanja prošlih zbivanja, okružja, unutarnjih i vanjskih čimbenika i izgleda. Moćni centri izvan Hrvata pa i Muslimana-Bošnjaka imali su svoje planove. Zbog srpskih osvajanja, veliki broj muslimana frustiranih ponižavanjima od strane Srba i frustiran propašću Jugoslavije, gubitkom domova, ratnim porazima slio se u Središnju bosnu. Priljev Muslimana bio je iz istočne Bosne, Podrinja, ali i sjeverozapadne Bosne i Bosanske Krajine. Nakon pada Jajca muslimanske snage iz Jajca ostale su u Travniku, Bugojnu i okolnim naseljima, a Hrvatske su pošle ka zapadnoj Hercegovini.  
U isto su vrijeme u Središnju Bosnu došli mudžahedini. Muslimanski predsjednik Izetbegović kojeg je međunarodna zajednica neopravdano uzimala za jedinog legitimnog predstavnika BiH, priznao je broj od 12.000 mudžahedina. Nažalost, mnogo je mudžahedina prošlo preko RH i Hercegovine. Nagađanja su da je to napravljeno za veliki novac. Ondašnji ministar vanjskih poslova RH Mate Granić je u emisiji Nedjeljom u 2 opisao događaj s iranskim veleposlanikom. Iranski je veleposlanik zatražio od hrvatskih vlasti da pomognu muslimane, na što je Granić, da bi umjesto grubog odbijanja dao potvrdni odgovor nemogućim zahtjevom, kazavši "da su troškovi veliki" i naveo iznos od 200 mil dolara, veleposlanik je odmah pristao. Sličnih je primjera bilo još, gdje su navodno novci uzimani od Bliskoistočnjaka na račun tragedije Hrvata, a navodni novac je izvučen navodno preko posebno za to formiranih banaka koje su programirano propale poslije rata. Hrvatskoj strani išlo je još na štetu što je velik broj vojno sposobnih Hrvata iz tog kraja nastojao pobjeći iz tog kraja služeći se raznim izlikama. Poremetilo je to postojeću etničku strukturu i stvorila se ogromna brojčana premoć muslimana na tom prostoru na štetu Hrvata još 1992. godine. Hrvati u sukobu s ARBIH nisu imali mogućnost manevrirati zbog nepovoljna prostornog rasporeda općina i mjesta s hrvatskom većinom. Sve je to znalo vodstvo HVO-a u Grudama.  
Naknadne narodne analize često optužuju vodstvo da nije ništa poduzelo, premda su svi znali stanje u kojem se grad nalazi i naš položaj i važnost u to vrijeme za ARBIH. Položaj Vareša, premda prometno izoliranog, bio je geostrateški važan jer je smetao spajanju njihovih muslimanskih korpusa korpusa s muslimanskim korpusom u Tuzli. Muslimanima je bio prometno ključan i kost u grlu, jer je ovuda prolazila spojnica spoj Zenice i Tuzle, geostrateški važna kao za bosanske Srbe Koridor u Posavini. Nakon što su Muslimani temeljito obavili agresiju na Hrvate udarivši im na nezaštićena leđa po Srednjoj Bosni i Sjevernoj Hercegovini, krenuli su s oko 40 000 vojnika tj. 3 korpusa (I. tuzlanski, III. zenički i VI. visočki) i mudžahedini, kako je izvijestio UNPROFOR. Srpsko-muslimanski dogovor aktivirao se 1993. i muslimanska bojišnica prema Srbima na većini bojišta mirovala je, čime su mogli osloboditi dovoljno velike snage za napad na Hrvate na Vareš. Premda dobra ustroja brigade, u Varešu nije bilo dovoljno vojske. Vatrena moć za odsudnu obranu nije bila dovoljna protiv tolike vojne premoći. Prošlo je premnogo vremena koje se moralo iskoristiti za si pojačati obranu grada svim mogućim sredstvima. S obzirom na islamističku nadmoć, parirati joj je mogla samo velika vatrena moć koju su mogle pružiti hrvatske snage u odsudnoj obrani. 
ARBIH je izvela agresiju na hrvatska područja u Kaknju, Kraljevoj Sutjesci i drugim mjestima općine Vareš. Prva skupina od 180 izbjeglica iz tog kraja 10. lipnja 1993. stigla je u Vareš, a nekoliko dana poslije oko 15 tisuća Hrvata prispjela je u Vareš i njegova hrvatska sela. Još 860 prognanika Hrvata iz Travnika, Ovčareva i Doca došlo je istoga dana u Vareš. Smjestili su ih po školama, tvornicama, barakama, obiteljskim kućama i stanovima.
Dolaskom 13. lipnja 1993. Hrvata iz Kaknja koje je protjerala ARBIH, situacija je dodatno postala složena i u Varešu bilo više od 25 tisuća Hrvata na vrlo malom prostoru. 
Sve je to bilo previše na ograničenu logistiku. Osobito je patila prehrana, jer je već tad bila glad. Tad je pošao prvi veliki val zbjega iz Vareša. Izbjegli Hrvati prinuđeni nepostojanjem odgovarajućeg smještaja i pod prijetnjom novih muslimanskih napada i mučenja, izgladnjeli su se zaputili 19. lipnja 1993. godine predvođeni svojim vođama. Automobilima, traktorima, zaprežnim vozilima i uglavnom pješice preko srpskih teritorija zaputili su se na svoj "križni put" prema svojoj "obećanoj" zemlji. Izbezumljene izbjeglicima i progranicima uzaludno je bilo objašnjavati da je ta akcija nizašto i nitko ih nikako nije mogao odvratiti. Kad su stigli u vareški dio općine koji su nadzirali Srbi, u selo Brgule, vojne vlasti razdvojile su vojno sposobne muškarce od žena, staraca i djece. Shvativši pogrešku, preostali su se vratili u Vareš u kojem je natisnuto živjelo oko 37 tisuća izgladnjelih Hrvata u srpskom i muslimanskom okruženju. Malobrojni su se vratili na svoja ognjišta, gdje ih je čekala nevolja. Bili su ubijeni, opljačkani i pgornani pa su nove izbjeglice stigle s kakanjskog i sutješkog područja. Stalno su pristizale vijesti od novim okupacijama prostora Hrvata i novim zločinima nad Hrvatima u susjednim dijelovima Srednje Bosne. Život u stalnom strahu od muslimanskog nasilja postrojbi Armije BiH, policije, mudžahedina i paravojnih postrojbi pod kapom ARBIH, rezultira drugim valom zbjega potkraj kolovoza 1993. godine evakuiranjem žena i djece, njih 3200. Preko srpskih teritorija krenulo se u dva konvoja ka Hercegovini. Razum je prevladao kod Srba i evakuirani civili stigli su na odredište. Smješteni su u Stocu, Čapljini, Trebižatu i dr.
Na jesen je krenulo na Vareš 10 tisuća pripadnika ARBIH. 18. listopada 1993. godine ARBIH poduzela je opći napad na varešku općinu iz pravca Breze, Visokog, Kaknja i Zenice, istog dana kada se 5 700 prognanika iz Vareša organizirano uputilo prema Hercegovini. Pala je važna kota Liješnica. 19. listopada zauzela je ARBIH hrvatsko selo Kopljare (Kopjari, Kopijari), opljačkali i spalili. Zapovjednik napadne postrojbe ARBIH nije dopustio da se tijela ubijenih vojnika HVO izvuče i dostojno pokopa. Vojni promatrači UN-a izvijestili su da je ARBIH spriječila i UNPROFOR ući u selo. ARBIH bio je otvoren put ka gradu Varešu. Smjestili su se u selu Stupnom Dolu, smještenom u podnožju potpuno utvrđene kote Bogoša, dominirajućom nad ulazom u sam grad. U Stupnom Dolu smjestila je ARBIH mnogo lakog topništva, zatočile desetak mjesnih Srba i upotrebljavali ih kao živi štit u napadima na položaje HVO-a. Tad se 23. listopada dogodio ratni zločin nad muslimanskim civilima u Stupnom Dolu, ali počinitelji nisu bili iz HVO Vareš. Pri tom je muslimansko vodstvo zaplelo se u vlastitu laž. Pravdali su svoju agresiju od 18. listopada zato "da im se ne ponovi Stupni Do", koji je bio pet dana poslije!, i preveniranjem da se to ne dogodi na Daštanskom.
Na dan 25. listopada 1993. godine napali su Muslimani Vareš. Nekoliko danas poslije iz Vareša i okolice je etnički očišćeno čak 6000 Hrvata. Muslimanski predsjednik Alija Izetbegović govorio je da ARBIH neće činiti zla stanovništvu i pozivao je hrvatsko stanovništvo da ostane da im se ništa neće dogoditi. Izjavio je da HVO nutka Hrvate da otiđu i da ih manipulira i da ih laže da će biti izloženi muslimanskim represalijama. Skupina hrvatskih civila je vjerovala da im se ne može dogoditi ništa ako dođe ABiH. Prilikom muslimanskog osvajanja Vareša 30. listopada 1993. u samom su gradu ubili 17 civila koji se nisu htjeli povući s pripadnicima HVO-a. U isto vrijeme muslimanske su postrojbe zapalile u selu Borovici do temelja 320 obiteljskih kuća.
Jutarnjih sati 30. listopada snažno su Muslimani napali Vareš. Mjesna brigada HVO-a Bobovac od 1650 vojnika branila je vareško područje i od srpske i muslimanske vojske. Nadmoćniji brojčanošću i oružjem pali su položaji HVO, sela su stradala, civili panično bježali i hrlili u Vareš. Istog 30. listopada muslimanske su snage napale Dubošticu. Istog je dana pala Duboštica, te kao i druga sela opljačkana i spaljena, pa hrvatska vareška sela Pogar, Tribija, Vijaka, Ivančevo. U napadu na Dubošticu zarobljenih 18 pripadnika HVO-a odvedeno na ispitivanje u vojni zatvor u Tuzli. Pripadnici A RBIH odveli su Matu Filića, Gorana Lekića i Antu Pejčinovića u Carevu Ćupriju gdje su i ubijeni. Za njihovo ubojstvo odgovoran je Refik Rotić iz 119. banovićke brigade. Svijet su obišle slike katastrofe Hrvata u vareškoj općini. Neviđena pljačka hrvatskih domova trajala je danima i snimljena kamerama. Pljačkaši su dolazili iz Breze, Visokog, Kaknja te čak i Zenice. I sami pripadnici UNPROFOR-a sudjelovali su u pljački. Na kolone izbjeglica, spaljene i opljačkane kuće nitko od medija i moćnika po svijetu nije digao glas, nitko nije pomogao, ni prosvjedovao, nasuprot dreke koja se digla oko Stupnog Dola, nitko nije pritiskao Aliju Izetbegovića da zaustavi divljaštvo i krvoproliće nad civilima.
2. studenoga A RBIH napala je na područje Planinice, Peruna i Karasovine, pri čemu je poginulo je 39 pripadnika HVO-a, 45 je teže i lakše ranjeno, a 40 zarobljeno. Pojedine zarobljenike HVO-a ubili su najokrutnije: klanjem, izbadanjem nožem po cijelom tijelu, smrskanjem glave, zapaljeni su. Odgovorni su pripadnici 7. muslimanske brigade pod zapovjedništvom Halila Brzine te njegovog zamjenika Šerifa Patkovića kao i postrojbi za posebne namijene 3. korpusa A RBiH („Frkina četa“ pod komandom Ferida Provalića te izvidničko-diverzantska četa 7. muslimanske brigade).Malobrojniji Hrvati povukli su se 2. studenoga 1993. godine. Većina ovdašnjih Hrvata tad je otišla u izbjeglištvo, tako da je na teritoriju pod kontrolom A RBiH ostalo samo 700 Hrvata od prijeratnih 9000. Hrvatski branitelji smjestili su se u Daštanskom iznad Vareša na položaju prema bosanskim Srbima, tampon-zoni. Brigada HVO-a „Bobovac“, Pri povlačenju je brigada HVO Bobovac uspostavila crtu obrane oko sela Višnjića, Pržića i Daštanskog, čime je samo oko 11 km2 vareške općine ostalo pod nadzorom HVO-a.
3. studenoga vojnici A RBIH preuzeli su nadzor nad cijelom vareškom općinom i počinili su brojne ratne zločine. Vrlo su se okrutno ponašali prema preostalim nenaoružanim i nezaštićenim civilima koji su ostali u svojim domovima. Ubili su stare i nemoćne, palili im kuće, oskvrnuli crkve, kapelice i groblja te opljačkali sve što je hrvatsko.
Tog 3. studenoga nova kolona Hrvata pošla je na svoj križni put ka slobodnom teritoriju, preko srpskih teritorija kod Brgule. Ali prolaz u slobodu imao je svoju cijenu. Tražili su Srbi od hrvatskih izbjeglica novac i svu vrijednu imovinu. Muškarci su morali ostati na području vareške općine i držati položaje prema Armiji BiH. Oni civili koje su pustili dalje lutali su izgladnjeli i žedni po divljini izvan puteva po hladnim noćima. 1500 izbjeglih Varešana nakon 4 sata stigla je u Sokolac, a 6000 ih je bilo na Alijinom Koritu. I jedni i drugi postupno su prevezeni u Kiseljak. 7500 vareških Hrvata smješteno je u Kiseljak, Kreševo i Gromiljak. 650 Hrvata ostalo je u Varešu te 100 u vareškim selima. 100 vojnika HVO-a i više civila stradalo je u ovom sukobu.
5. studenoga 1993. pripadnici 7. muslimanske brigade ARBIH pod vodstvom Halila Brzine, pripadnici A RBiH iz mjesta Brnjic, Općina Kakanj i pripadnici 329. kakanjske brigade A RBiH ubili su i zapalili pet staraca u njihovim domovima u Borovici, zajedno s 315 obiteljskih domova i oko tisuću gospodarskih objekata u Donjoj i Gornjoj Borovici. Selo je gorilo 5., 6. i 7. studenoga. Starci nisu htjeli napustiti svoje domove vjerujući da će Armija BiH poštedjeti bespomoćne i nenaoružane starce. Još Borovičani tragaju za tijelima trojice spaljenih Borovičana. Posmrtni ostatci još četvorice razmijenjena su u Visokom. Na nekima su nađeni tragovi mučenja. Za zločin nad Borovicom i Borovičanima do danas nitko nije odgovarao. Također je tih dana ARBIH nakon ulaska u Vareš Majdan opljačkala sve hrvatsko i ubili 5 hrvatskih civila. Civili su prešli u Kiseljak i u svoje domove su se mogli vratiti tek nakon pet godina. Kapelan fra Mato Topić poslan je s narodom u Kiseljak za organizirati smještaj i boravak vjernika.
Mnogi bošnjački mediji i onda i danas, vjerojatno po nalogu političko-vjerskog vodstva ratnih Muslimana, zatrpavaju svoj narod novim lažima da su Hrvati Vareša sami na sebe izvršili agresiju, sami sebe prognali, poubijali i svoja mjesta od samih sebe očistili, sam sebi sela opustošio i crkve porušio. Određene osobe iz vrha vareškog ratnog predsjedništva iz SDA vareški Hrvati optužuju za etničko čišćenje, prikrivanje ratnih zločina vojnika i policajaca, izbacivanje Hrvata s radnih mjesta i iz stanova, za sprečavanje povratka izbjeglim, za to što su znali za pljačku i palež hrvatske imovine, etničko čišćenje, silovanje Hrvatica i ubijanje Hrvata, a da iz tog vodstva ništa nisu poduzimali. Od visokog vojnog vodstva za suodgovornost okrivljuju bivšeg potpukovnika JNA Mehmeda Alagića, kojeg krive i za mnoge zločine počinjene u općinama Travnik, Zenica, Vitez, Kakanj, Vareš. Izbjegli vareški Hrvati su morali proći preko teritorija pod nadzorom Srba da bi izbjegli muslimanskim ubojicama, a izbjegli i prognani Hrvati iz Kaknja, Travnika i drugih mjesta koji su utočište našli u Varešu morali su više puta prijeći preko srpskog teritorija. Zauzvrat su se i Srbi krajem rata radije predavali Hrvatima nego da padnu u ruke Muslimanima gdje ih je čekala sigurna smrt. Neprijatelji hrvatskog naroda u svijetu su optuživali Hrvate za paktiranje sa Srbima, dio (nepostojećeg) hrvatsko-srpskog dogovora o diobi Bosne itd. U ratnim nevoljama velik udio Varešana naselio se oko Kiseljaka, Mostara, Drvara, a dobar drugi dio u inozemstvu – Njemačka, Švedska, Amerika.
Nakon smirivanje hrvatsko-bošnjačkog sukoba, zatim stvaranja savezništva Washingtonskim sporazumom, pobjedom u ratu i stvaranjem mogućnosti povratka mnogih izbjeglih i prognanih Hrvata i Bošnjaka u svoje domove, krajem rata i demobilizacijom, stvorili su se preduvjeti za vraćanje normalnog stanja. 1996. godine formirana prva zajednička vlast. Bošnjaci su ipak stalno opstruirali povratak Hrvata. Krenuli su prvi povratci. No, međunarodna zajednica i misija OESS-a u BiH dali su veliku pomoć i godine 1998. uspio je znatno brojniji povratak Hrvata u Vareš. Počelo se s vraćanjem imovine, stanova i kuća. Nakon angažiranja međuarnodnih čimbenika stvari su se počele odvijati mnogo povoljnije nego do tada. Kapelan fra Mato Topić postao je župnikom u Varešu, vodio je Caritas i iste godine osnovao pučku kuhinju Kruha Sv. Ante koja je mjestom nužne prehrane mnogim i Hrvatima i Bošnjacima, što umnogo pridonosi stvaranju međunacionalnog povjerenja, bliskosti i gašenju svake mržnje. Godine su to opće neimaštine. Počeo je raditi Hrvatski radio Bobovac i osnovana je podružnica HKD Napredak. Hrvati su se vratili i s njime duh grada.
Hrvati su danas apsolutna većina u ruralnom, sjevernom dijelu općine. Urbani dio općine su Vareš i Vareš Majdan. Do rata su Hrvati u Vareš Majdanu bili relativna većina. I danas su u značajnom broju, ali nisu niti relativna, a kamo li apsolutna većina. U Varešu je četvrti s hrvatskom većinom, djelimice su možda većina stanovnika, ovisno o strukturi glasača SDP-a i Naše stranke. 
Na izborima 2008. hrvatske i bošnjačke stranke i SDP dobile su podjednak broj glasova, uz blagu prevagu bošnjačkih. Naša stranka, Radom za boljitak i umirovljenička stranka ukupno su dobile približno upola manje od SDP-a. 3 SDP-ova kandidata s najviše dobivenih glasova su Hrvati.
Danas su hrvatsko-muslimanski odnosi više-manje korektni. Karakteristika je Vareša da nikad nije bio velika prirodna priraštaja ni kod Hrvata ni kod Muslimana i kod oba naroda bio je približno isti. Oba su naroda pogođena iseljavanjem mladog ali i starijeg radno sposobnog stanovništva koje je zahvatilo cijelu regiju 2010-ih. Hrvati iseljavaju u Hrvatsku i na Zapad, a Muslimani u Sarajevo, Zanicu, Visoko i Brezu. Veliku većinu gospodarstva u Varešu drže Hrvati koji uživaju potporu Bošnjaka.
Osnovne škole bilježe negativne rekorde. Studenti studiraju u Sarajevu, Mostaru, Rijeci i Zagrebu. Velik je broj starih, bolesnih i siromašnih. Mnogi od njih žive samo od rodbine iz inozemstva. Situacija u gospodarstvu je vrlo teška. Industrijska postrojenja su polurazrušena i napuštena. Ali, općina ima potencijal razvitka u području turizma i ekološke poljoprivrede. Brojni raseljeni Varešani po svijetu vrlo su vezani za rodni kraj pa ima i primjera Hrvata pripadnika trećeg naraštaja iseljenika da su se vratili u domovinu svojih predaka. Danas u općini živi 2600 Hrvata među 9600 stanovnika, a 1991. godine je samo Hrvata bilo 9016, 68 % više. Kuriozitet je da iako su Bošnjaci većina u općini, na lokalnim izborima u listopadu 2016. pobijedila je hrvatska stranka HDZBiH. I danas Vareš trpi zbog prometne izoliranosti. Radi se na obnovi regionalnog puta Breza–Vareš. Premda je Vareš svojom željezarom izgradio Zenicu, to županijsko središte malo mari za Vareš i njegove potrebe.
Današnji Vareš na prvi pogled izgleda kao gradić koji je nada napustili. Grad sliči biblijskom gradu iz Jeremijinih Tužaljki. Slike malobrojnog stanovništva, malobrojni aktivni ugostiteljski objekti tek u središtu mjesta i brojni oronuli ruševni gospodarski objekti iz vremena stare slave. No Varešani nisu prestali sanjati o povratku života.
Od 2013. britanska tvrtka radila je probne bušotine i istražne radove i našla je dobre nalaze iskopnog materijala na lokalitetu Rupicama, gdje je bio austro-ugarski rudnik zlata. Zlato su našli i na 1 km dalje udaljenom lokalitetu Juraševcu.

## Promet
Vareš je prirodno izolirano područje od glavnih magistralnih pravaca, što se odrazilo na razvitak prometne mreže. Regionalna cesta R-444 je jedina značajnija prometna veza i u većem dijelu u tehničkom smislu ne osigurava ni minimum uvjeta za normalno odvijanje prometa. Željezničke je mreža bila vrlo značajna za razvoj općine, no danas njome prometuje tek prijevoz kamena u vrlo rijetkim intervalima. Povezuje općinu i značajnom magistralnom cestom M-18 Sarajevo – Olovo – Tuzla i magistralnom cestom M-17 Sarajevo – Zenica – Doboj.
S dolinom rijeke Bosne i sarajevsko-zeničkom kotlinom koji su glavni prometni smjer u BiH povezuju ga cesta i željeznička pruga Podlugovi – Vareš, nekad uskotračna pruga, poslije pruga normalna kolosijeka Podlugovi – Droškovac.
Izrazito je nizak stupanj moderniziranosti lokalne putne mreže (19,27 %). Nedopustivo je niska i moderniziranost regionalne mreže (32,40 % prije rata i oko 39,50 % trenutno[kada?]).

## Vode
Rijeka Stavnja i jezero Nula na mjestu starog rudnika željeza Smreke.

## Gospodarstvo
Unatoč nemogućnosti razvoja većeg naselja, područje Vareša posjeduje rudno bogatstvo, guste šume posvuda unaokolo i velike količine vode. Računa se da u vareškim brdima ima preko 150 milijuna tona željezne rude srednje kvalitete. To je, po prilici, bila polovica svih zaliha te rude u bivšoj Jugoslaviji. A vareška okolica obiluje ne samo željeznom nego i drugim rudama, koje sadrže olovo, krom, cink, aluminij. Veliko vareško blago jesu i njegove šume, danas uglavnom četinjarske (jele i omorike), a nekoć je bilo obilno bukava, kojih je danas gotovo sasvim nestalo.
Zbog tog rudnog i šumskog bogatstva, te izvora voda kojih je svugdje, Vareš se razvijao i bio središnji rudnik za mnoge države i kraljevstva kojima je pripadao.
Osnovno zanimanje ljudi ovog kraja bilo je oduvijek vađenje i taljenje rude i obrada željeza, iz kojeg su kovali razne predmete (peke, mačeve, sjekire, noževe i dr.), koje su posrednici prodavali diljem Turskog carstva (u Egiptu i Siriji). Tu proizvodnju pratilo je u stopu pravljenje drvenog ugljena, prijeko potrebnog za taljenje rude i za kovanje željeza, a onda i razni drugi zanati, trgovina, prijevoz i uprava. Stoljećima, to se zadržavalo na istoj razini: fra Pavao iz Rovinja zatekao je 1640. godine oko četrdeset majdana u Varešu, a upravo toliko ih je bilo kad je Austrija izgradila i upalila prvu visoku peć (16. kolovoza 1891.), pa je onda time samostalno taljenje rude i obrađivanje željeza u majdanima bilo ugušeno. Druga visoka peć podignuta je 1896. i otvoreni su rudnici željezne rude u: Smreci, Droškovcu i Pržićima. Austro-ugarsko zauzimanje značilo je podizanje Vareša iz zaostalosti orijentalne kasabe u mjesto zapadne civilizacije i postavljanje osnova kapitalističkog gospodarstva.
To je bio početak vareške željezare. Dok se u staro doba (npr. 1880.) godišnje iskopalo 2305 tona rude, na vrhuncu austrijske proizvodnje 1913. godine bilo je iskopano 219.131 tona, što znači gotovo stotinu puta više nego ranije.
20. stoljeće bilo je stoljeće kad je bio jakim rudarskim središtem, prije svega po željeznoj rudi, sideritu, limonitu, hepatitu. U nedalekoj Veovači je ležište olovno-cinkove rude i barita. Također je bio industrijsko središte. U njemu su radile željezara, metalna, tekstilna i drvna industrija. Industraij je najvećim dijelom uništena u ratu 1990-ih. U Varešu su se proizvodili strojni pričuvni dijelovi, elektroinstalacijski materijal i građevinska stolarija.
Još je korjenitija promjena nastala nakon II. svjetskog rata kada je komunistička Jugoslavija uvelike povećala kopanje rude. Na primjer 1975. godine iskopalo se oko 3 milijuna tona. U to vrijeme vareški je rudnik snabdijevao rudom ne samo svoju željezaru nego i druge: Zenicu, Sisak, Jesenice i Smederevo.
Pred zadnji rat Vareš je bio snažno industrijsko središte. Rudnik željezne rude zapošljavao je 1180 radnika, željezara 890, kamenolom 30, "Amfibolit" 20, "Metalprerada" 225, prerada drva 630, šumarstvo 750, "Vranica" – građevno poduzeće, Bobovac 490, tvornica rezervnih dijelova 320, tvornica "Zrak" 130, tvornica konfencije "Vilko" 120, "Autotrans" 140, Rudnik olova, cinka i barita 120, trgovačko poduzeće "Snaga" 195, "Velepromet" 65, "Perun" 60 itd. Samo ti podatci govore o snazi vareškog gospodarstva i broju zaposlenih.
Vareška općina je jedna je od najvećih u BiH, površine 390 četvornih kilometara.Bogata je mineralima, a osim njih, vrlo je bogata šumama, najviše crnogoričnim, koje prekrivaju više od 70 posto površine općine.
Vareš je najsiromašnija općina u Zeničko-dobojskoj županiji danas. Vareš je od 1945. do 1992. bio da je u doba dogovorne ekonomije bila jedna od najsolidarnijih općina. Stalno je bio spreman pomoći drugima ulagajući. U Sarajevu je među ulagačima u izgradnju bivše Energoinvestove poslovne zgrade u bivšoj ulici JNA bio Rudnik i željezara Vareš. Vareš je platio danak hiperprodukciji. Zapošljavao je 5000 osoba u metalnoj industriji. U drugoj polovini 20. stoljeća bila je neplanska politika s rudarstvom i metalurgijom. 1980-ih Jugoslaviju je zahvatila ekonomska kriza, država je gotovo bankrotirala, a u Varešu je u rudači osiromašilo željezo u koncenratu. Bio je preveliki udio sumpora i ostalih oksidansa koji štete okolišu. Novi udarac zadala je Zenica koju je izgradio Vareš. Glavni kupac vareškog Rudnika i željezara postupno je otkazivao kupovinu te željezne rude. Uprava Rudnika i željezare Vareš naručili su studiju fizibilnosti od British Steel Company iz Londona 1985. i 1986. da bi se vidilo stanje u metalnoj industriji uz posebni naglasak na stanje u rudarstvu. Studija je pokazala neisplativost eksploatacije željezne rude po postojećim uvjetima. Održavanje eksploatacije značilo je prioniuti na skupo jamsko kopanje koje daje i manje rezultate. Za rješenje je ponuđeno restrukturiranje tadašnjeg Rudnika željezne rude na pet sestrinskih poduzeća: rudarstvo, visoka peć – željezara, tvornica rezervnih dijelova, mehanička radionica i amfibolit – kamenolom. Započeto je pred rat. Ratom je devastirano sve vrijedno, a odlazak srednje i visoko školovanog kadra iz oblasti metaloprerade uzeo je danak. Ukupna ratna šteta u Varešu je oko 300 milijuna dolara. Rat je uzeo danak zbog izostanka političkog konsenzusa da se na vrijeme izvrši integracija dva organa uprave, odnosno dvije vlasti: jedna pod kontrolom Armije RBiH i druga pod kontrolom HVO-a. To se napravilo tek početkom 2000. godine. Poslije rata udarac je nanijela uskogrudna zavičajna politika. Političkom odlukom pod patronatom SDA protuustavno je prenesena drvoprerada iz Vareša. Odlučeno je da se razvlasti Vareš u šumskoj preradi, odnosno u drvopreradi razvlasti i da se glavni resurs i sjedište poduzeća dislociraju i premjesti u Zavidoviće. Vareške vlasti potegnule su sve zakonske propise, Ustavni sud da bi izvan snage stavili zakone o šumama jer su nesukladni Europskoj povelji o lokalnoj samoupravi koja ima supremaciju nad domaćim zakonodavstvom i Zakonu o načelima lokalne samouprave, koji jasno nalaže da lokalna zajednica ima pravo upravljati i gospodariti javnim dobrima koja se nalaze na njenima etatima. Vareš i Olovo nastoje vratiti upravljanje i gospodaranje JP ŠPDZDŽ iz Zavidovića u Vareš. Privatizacija nije bila poštena i pravična, negdje i pljačka što je rezultiralo sudskim procesima. Porezna uprava BiH blokirala je općini račune, jer zbog slaba priljeva u proračun lokalna zajednica bila je u dugu zbog neplaćanja poreza i doprinosa na osnovi zdravstvenog i mirovinskog -invalidskog osiguranja. Dogovoren je sporazum o vraćanju duga u roku od pet godina, zaračunate su zajednici i avansne kamate, ali zbog slaba dotoka u proračun i tu se kasnilo. No premda postoje poduzeća i s 50 puta većim dugom od općine Vareš, nisu imala takav negativan odnos. Predstoji reforma javne uprave i državnih poduzeća. Vlast u Zeničko-dobojskoj županiji maćehinski se odnosi ka Varešu. Županija je također dužna Varešu novce. Općina Vareš i općina Olovo u ukupnoj površini koju koristi Šumsko-privredno društvo ZDŽ-a sudjeluju s 60 posto. Zbog nesklada vraćanja pripadajućih udjela lokalnoj zajednici, ista nije mogla plaćati obveze.  U akciju radi vraćanja resursa pod jurisdikciju lokalne zajednice, uključile su se Vareš, Olovo i pridružile su im se općine Konjic, Bosanski Petrovac, Grahovo, Drvar i Kladanj.
Vareš je blokiran od institucija države BiH.
Politika je uništila drvnu industriju, do temelja, a do rata je to bila najsuvremenija stolarija u cijeloj bivšoj državi.

## Poznate osobe
- Rafael Barišić, hrvatski biskup i pisac
- Milo Cipra, hrvatski skladatelj, glazbeni pisac i pedagog
- Grigorije Durić, srpski episkop
- Gordan Firić, bosanskohercegovački košarkaš
- Ignacije Gavran, hrvatski i franjevac, prevoditelj, povjesničar, putopisac
- Goran Ivandić, bosanskohercegovački rock bubnjar
- Željko Ivanković, hrvatski književnik, književni kritičar, prevoditelj, urednik i publicist
- Boro Stjepanović, bosanskohercegovački glumac i redatelj

## Kultura
- Bobovac (časopis)
- Hrvatski radio Bobovac
- Udruga građana Majka Terezija Vareš
- Zavod sv. Ivana Evanđelista Školskih sestara franjevki Krista Kralja
- Mladi vareški tamburaši

Dijalektološki je vrlo zanimljiv narodni govor ovoga kraja. Mijo Zuljić, znanstvenik iz ovog kraja, obradio ga je u opsežnoj i studiji.

## Spomenici i znamenitosti
- Bobovac
- Župna crkva Sv. Mihovila
- Hram Pokrova Svete Bogorodice
- Stara Džamija na Karićima
- Kapela na groblju Stogiću
- Statua rudara od bijelog kamena – spomenik izgradnji rudnika Vareš 1958. godine[20]
- Stare kuće prepoznatljiva bosanskog stila gradnje, u Matijevićima
- rimska cesta na Zvjezdangradu[4]
- starokršćanska bazilika u Dabravinama[4]
- staroslavenska povijest s Perunom i Bogošem[4]
- nekropole stećaka[4]
- kraljevski grad Bobovac[4]
- rudarska mjesta Duboštica, Borovica i Oćevija,[4]
- Stari most u Varešu zajedno s prelijepom legendom o njemu[4]
- Stara vareška crkva[4]
- Željezara Vareš[4]

### Matijevići
Matijevići su dio Vareša. Od središta Vareša do njih je jedan kilometar. Najstarije su naselje u starom Varešu. U starom dijelu Vareša bila su i naselja Benići, Franići, Stojkovići, Novakovići. Radi lakšeg skupljanja poreza, nazivi su naseljima dani prema obiteljima koje su naseljavale ovaj kraj. Stanovnici Matijevića bile su obitelji Pejčinović, Grgić, Koroušić, Brković i Vrhovčić. Preci tih obitelji su prema jednom kazivanju došli iz Duboštice i s Bobovca. Drugo kazivanje kaže da su prvi stanovnici došli u 17. stoljeću iz doline Krivaje spašavajući se od kuge. Tradicijska zanimanja stanovnika Matijevića su livničar i kovač. U Matijevićima su stare lijepe kuće građene bosanskim stilom. Starost pojedinih prelazi dvjesta godina. Matijevići su jedno od rijetkih naselja koja su sačuvala bosanske kuće, koje se čuva od zaborava. Ističu se kuće obitelji Grgić i Vrhovčić, u kojima nitko ne stanuje. Neke su kuće napuštene. Prevladava starije i umirovljeničko stanovništvo. Dosta starosjedilaca je umrlo, ali sve se kuće održava. Rijeka Stavnja teče kroz Matijeviće. Na toj su rijeci bili brojni mlinovi. Kod Lađe je bio najpoznatiji mlin. Dok je još imalo ruralni karakter, svaka je obitelj krave i ovce. Danas jer je gradsko naselje, nitko ne drži stoku.

## Šport
- NK Vareš, nogometni klub
- NK Bobovac, nogometni klub
- KNK Bobovac Novi Travnik, nogometni klub koji su osnovali izbjegli i prognani Varešani

## Vanjske poveznice
- Službena stranica općine Vareš
- (hrv.) Vareš
- Župa Vareš  Arhivirana inačica izvorne stranice od 9. veljače 2011. (Wayback Machine)
- Vaš Vareš  Arhivirana inačica izvorne stranice od 11. prosinca 2018. (Wayback Machine) Vremeplov
- Zaklada za obnovu i razvoj regije Vareš